# 히콕 (영화)
《히콕》(Hickok)은 미국에서 제작된 티모시 우드워드 주니어 감독의 2017년 서부 영화이다. 와일드 빌 히콕 역으로 루크 헴스워스 등이 주연으로 출연하였다.

## 출연

### 주연
- 루크 헴스워스

### 조연
- 트레이스 에드킨스
- 크리스 크리스토퍼슨
- 브루스 던
- 카메론 리차드슨
- 로버트 카트리니